# Kármán József (református püspök)
Kármán József (Losonc, 1738. szeptember 29. – Losonc, 1795. április 5.) a Dunántúli Református Egyházkerület püspöke 1794-től haláláig.

## Családja
Kármán András igazgató-tanár, író és Gyöngyösi Abigail (Gyöngyösi István kassai prédikátor, később száműzötten az odera-frankfurti egyetem tanárának leánya) fiaként született. Kármán József író és ügyvéd édesapja.

## Élete
Losoncon tanult, azután Körmöcön és Pozsonyban, végül Debrecenben, ahol 1754. augusztus 7-én lépett a felső osztályba. Ráday Gedeon segélyével külföldre ment és 1760. október 9-én iratkozott be a bázeli egyetemre. 1763-ban tért vissza Losoncra, ahol már 1762-ben már megválasztották papnak, és elfoglalta hivatalát. 1789-ben esperessé, 1791-ben pedig szuperintendenciális főjegyzővé választatott. Ez utóbbi minőségben vett részt az 1791. évi budai zsinaton, ahol a szinódusnak a papi rend részéről főjegyzőjévé választatván, jelentékeny szerepet vitt; nevezetesen tagja volt azon bizottságnak, mely a házassági ügyben javaslat kidolgozására volt kiküldve, valamint ő volt egyike azoknak, akik az énekeskönyv javításával bizattak meg. Ugyancsak tagja volt azon küldöttségnek, mely a zsinat kánonait Bécsben II. Lipót királynak bemutatta, aki őt ez alkalommal (1792. július 26.) nemességgel kitüntette. 1794-ben szuperintendenssé választották és május 13-án Komáromban fel is szentelték. Erélyesen látott új hivatalához és első teendői egyikének ismerte azt, hogy szigorúbb rendtartást hozzon be; ez ügyben írt körlevelét 1794. július 17-én megküldte Rádaynak azon megjegyzéssel, hogy ha az helyesli, Pestre jön, hogy itt aláírják és szétküldjék; de hivatalát nem sokáig viselte, mert már 1795. április 5-én meghalt.

## Munkái
- Rebeka kiadása, mely szerént néhai ... Sarudi Batik Rebeka...Szentkereszti Sándor úr rövid házassági életének párját a koporsónak, és rothadásnak a szomorú eltakaríttatás alkalmatosságával kiadta ... 1783. eszt. Mindszent havának 19. napján Pest.
- Csoma Zsigmond halála felett beszéd. Uo. 1783.
- Istennel való társalkodás, a reggeli órákon az esztendőnek minden napjaira, mely iratott Sturm Kristóf Kristián által; mostan pedig a negyedik megbővített kiadás szerént németből magyar nyelvre fordíttatott ... Első rész Pozsony, 1784. (A II. részt Tiedge írta.)
- Istennel való társalkodás, az estvéli órákon, melyet német nyelven írt Tiedge János Fridrik. Mostan pedig a 4. helyes kiadás szerént magyar nyelvre fordíttatott... Második rész. Uo. 1784.
- Ecclesiai Agenda, a vagy a Helvetziai vallástétel szerint reformált magyarországi ekklesiákban való sz. Szakramentomok kiszolgáltatásának, egyéb megszokott Vallásbéli Czeremoniáknak és közönséges isteni tiszteleteknek módja, Pozsony, 1787-89. Három rész. (Veszprém, 1805.)
- Agendák felől kérő megegyezést jelentő Hiradása. Losoncz, 1787.
- Az esztendő minden szakaira alkalmaztatott könyörgések. Pozsony, 1789.
- Katekhismus, vagy a keresztény vallásban való oktatás, melyet írt hajdan Osterwald Friedrich János, mostan a gyengébb keresztények hasznára, a belől megírt kegyes úr (Szilassy László) költségén magyar nyelven kiadott... Uo. 1789.

Kéziratban maradtak halotti prédikációi.